# Albert Collins (cầu thủ bóng đá)
Albert John Collins (16 tháng 1 năm 1899 – 1 tháng 12 năm 1969) là một cầu thủ bóng đá người Anh thi đấu chuyên nghiệp cho các câu lạc bộ gồm Millwall và Gillingham. Ông có 170 lần ra sân tại Football League cho câu lạc bộ phía sau. Sau khi rời Gillingham ông chơi tại bóng đá non-league, đầu tiên là với Tunbridge Wells Rangers và cuối cùng là với Canterbury Waverley.